# Gran Vía de Montero Ríos
La Gran Vía de Montero Ríos est une avenue de Pontevedra (Espagne) située au centre-ville, dans le quartier bourgeois du XIXe siècle. C'est l'une des avenues les plus emblématiques de Pontevedra.

## Origine du nom
L'avenue a été appelée Gran Vía (littéralement « Grande Voie ») parce qu'elle était la plus large de la ville au moment de sa création. Après sa mort en 1914, l'avenue a été dédiée à Eugenio Montero Ríos, pour sa grande activité politique en faveur de Pontevedra.

## Histoire
La Gran Vía de Montero Ríos, connue à l'origine sous le nom de Gran Vía, a été conçue dans les années 1870 pour relier l'Alameda de Pontevedra aux terrains de l'ancien champ de foire. Son aménagement a été inclus dans le projet commandé par le conseil municipal en 1880 à l'architecte Alejandro Sesmero pour le réaménagement et la mise en valeur de l'Alameda.
En 1884, le Conseil Provincial de Pontevedra a acheté à la mairie de Pontevedra le terrain où se trouve le palais de la Députation de Pontevedra. Le palais a été conçu par Alejandro Sesmero et son père Domingo Sesmero. Les travaux ont commencé le 1er mars 1884 et ont duré jusqu'au 8 novembre 1890.
Toujours dans les années 1880, la mairie de Pontevedra a acheté à la famille Munaiz la propriété située plus à l'ouest de la Gran Vía, un terrain encore vide, pour y construire un bâtiment destiné à la nouvelle école des arts et métiers. Le bâtiment a été conçu par l'architecte Arturo Calvo Tomelén, qui a pris en charge le projet en 1895. Le bâtiment a été inauguré en 1901.
En 1905, la construction du nouveau bâtiment du lycée provincial de Pontevedra a commencé à côté des ruines du couvent Saint-Dominique. Le bâtiment, conçu par les architectes Joaquín Rojí López-Calvo et José Lorite Kramer, a été achevé au début de l'année 1926, avec plus de retard que prévu en raison de la crise économique. Le lycée a été inauguré le 27 septembre 1927 par le roi Alphonse XIII lors d'une visite à Pontevedra,.
En août 1941, la mairie de Pontevedra a cédé au gouvernement franquiste un terrain situé à l'extrémité de la Gran Vía afin qu'il y construise un monument à la mémoire des soldats morts pour la patrie. Une grande croix a été construite, dans le style de celles qui ont été érigées à la même époque dans toute l'Espagne.

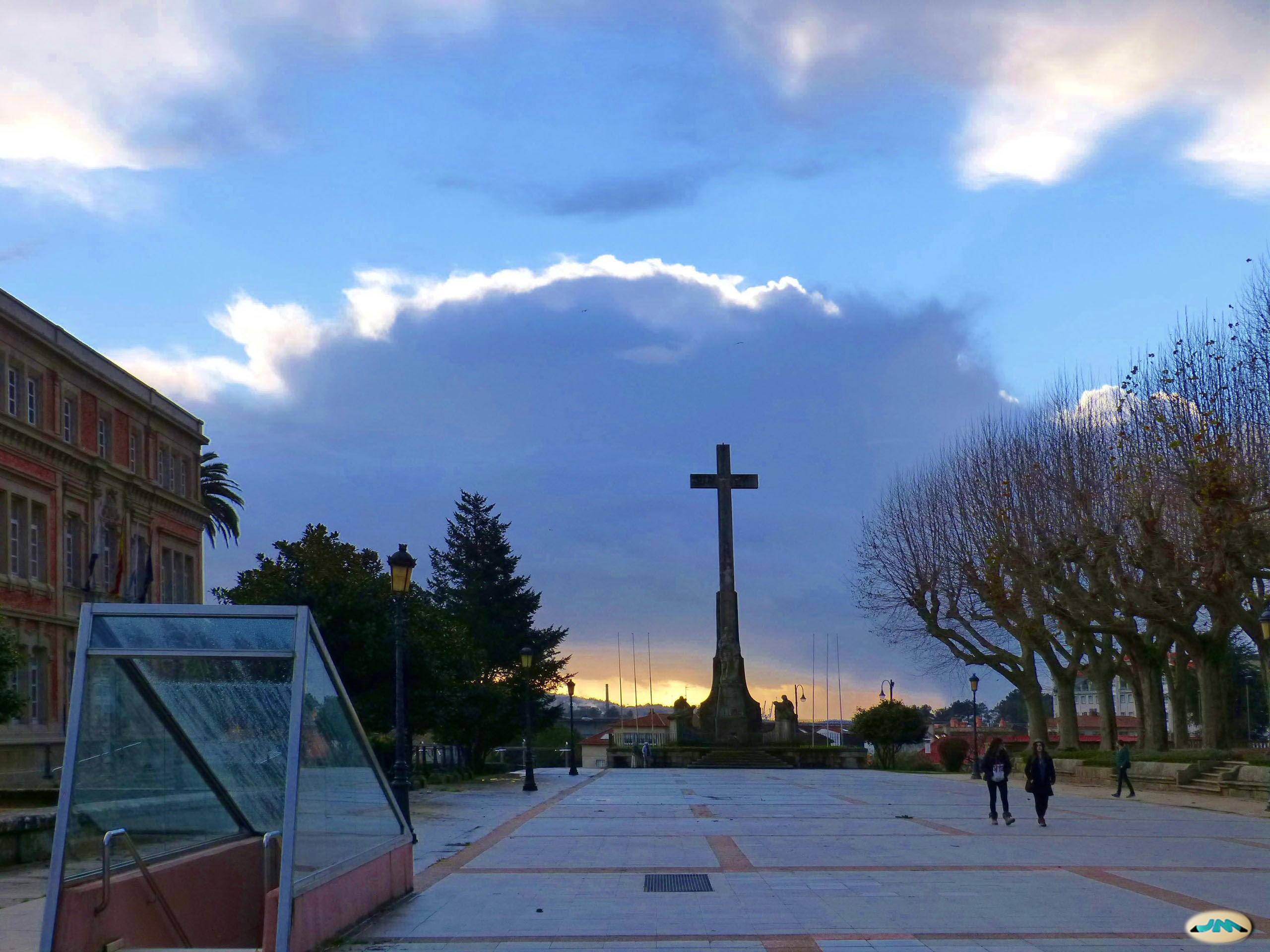
L'extremité ouest de la Gran Vía de Montero Ríos

En juillet 1984, les études pour la construction du premier parking souterrain de la ville sous la Gran Vía de Montero Ríos, d'une capacité de 376 véhicules, ont été achevées. Le 23 mars 1985, l'ancienne croix des soldats morts pour la patrie a été soulevée afin de réaliser les travaux du parking. Le parking a été inauguré le 12 décembre 1985 et l'avenue est devenue la deuxième voie piétonne de la ville après la rue Oliva.
Le 12 août 1986, le Monument au Soldat a été inauguré à l'extrémité de la Gran Vía de Montero Ríos, sous l'impulsion du maire José Rivas Fontán,. La municipalité de Pontevedra a choisi de conserver la croix des années 1940 et de la compléter par un groupe de sculptures afin de transformer l'hommage aux morts pour la patrie en Monument au Soldat.
En 1996, l'avenue a été rebaptisée Gran Vía de Montero Ríos, reprenant ainsi le nom traditionnel de Gran Vía.
En 2001, des travaux ont été réalisés dans le parking souterrain et la Gran Vía de Montero Ríos a été entièrement rénovée avec un nouveau revêtement. La remise à neuf a été inaugurée le 28 juin 2001.

## Description
Il s'agit d'une avenue plate au centre de la ville avec un parcours rectiligne de 315 mètres. Sa largeur moyenne est de 24 mètres.
Il s'agit d'une avenue piétonne pavée située dans le premier Ensanche, la zone d'expansion bourgeoise de la ville au XIXe siècle, qui se termine par le monument au soldat. De nombreux bâtiments institutionnels parmi les plus importants de la ville se trouvent sur cette avenue, comme le palais du conseil provincial de Pontevedra, le bâtiment de l'ancienne école normale de Pontevedra et de l'école des arts et métiers, le lycée provincial et les ruines du couvent Saint Dominique.

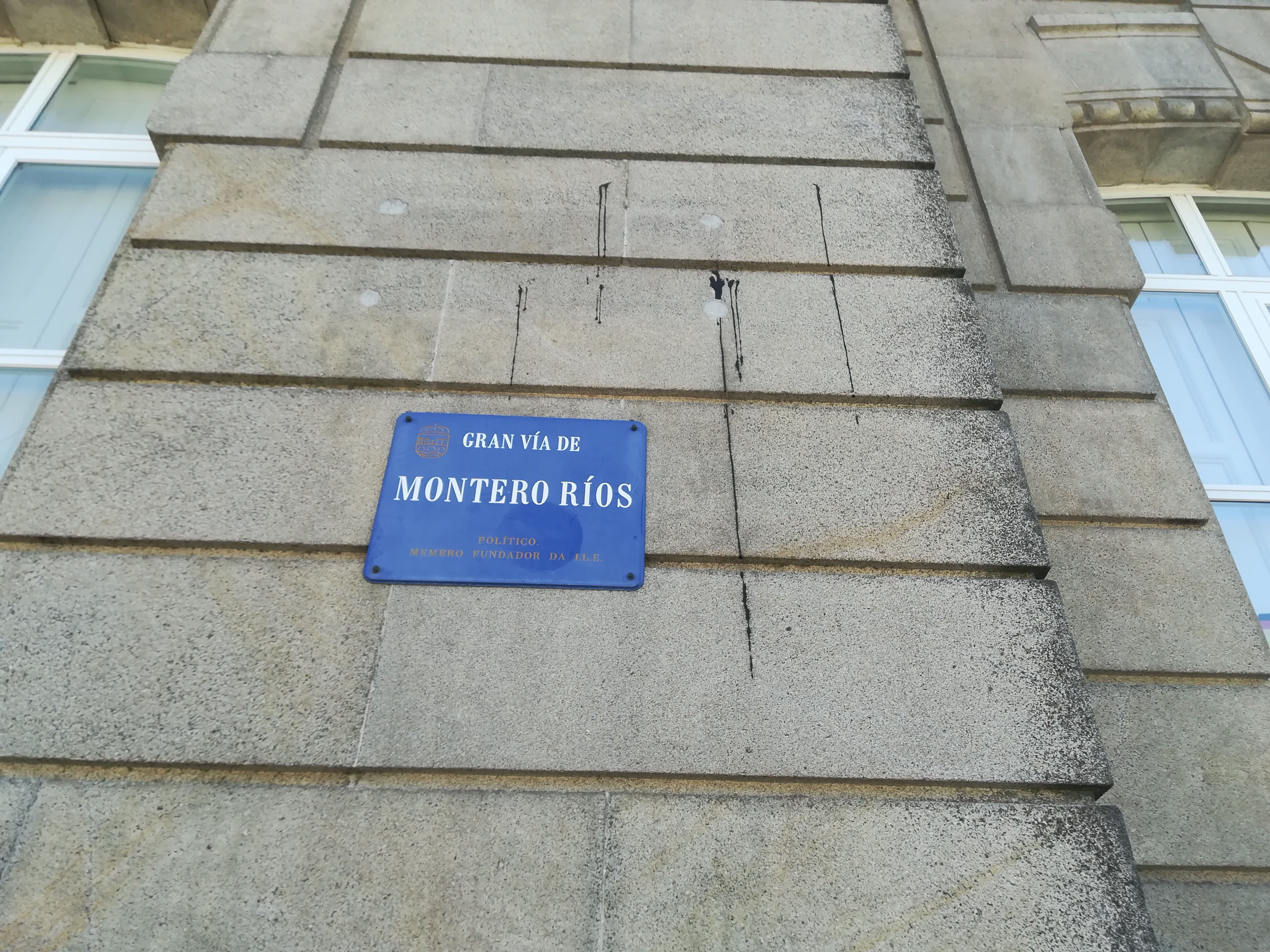
Plaque de la Gran Vía de Montero Ríos

La Gran Vía de Montero Ríos commence à l'est au croisement de la place d'Espagne et de la rue Marquis de Riestra et se termine à l'ouest, avec des escaliers et des pentes qui descendent jusqu'à l'avenue Reine Victoire-Eugénie. Elle est longée au nord par l'Alameda de Pontevedra et dispose en dessous d'un parking souterrain.
Au bout de la Gran Vía de Montero Ríos, du côté ouest, se trouve le Monument au soldat, œuvre du sculpteur Alfonso Vilar Lamelas. Il s'agit d'un groupe statuaire pesant 60 tonnes, composé d'une croix et d'un groupe de sculptures dont les dimensions totales sont de 16 mètres de haut, 8,20 mètres de large et 3,40 mètres de profondeur. Les dimensions des groupes de sculptures sont de 3,45 m de haut sur 2,10 m de large et 1,05 m de profondeur. La croix est revêtue de pierre et possède une structure en métal et en béton. Sous la croix se trouve un groupe de sculptures en granit représentant un soldat blessé, assisté de deux compagnons debout. De part et d'autre de la croix, deux autres groupes sculptés reprennent le même thème, mais avec des soldats mourants assistés par d'autres soldats qui se penchent pour les prendre dans leurs bras. Le monument est précédé d'une volée de marches et entouré d'une balustrade.

## Bâtiments remarquables
Le palais du Conseil provincial de Pontevedra, situé au milieu de la Gran Vía de Montero Ríos, appartient au style éclectique avec des éléments et des concepts inspirés de l'architecture française. Il est construit en pierre, a un plan carré et deux étages. La façade est organisée de manière symétrique, avec un corps central et deux corps latéraux légèrement avancés avec des pierres de taille à bossage à refend continu en tables. Un grand escalier mène à l'entrée principale, qui s'inspire d'un arc de triomphe, avec des arcs en plein cintre encadrés par des colonnes cannelées à chapiteaux ioniques.

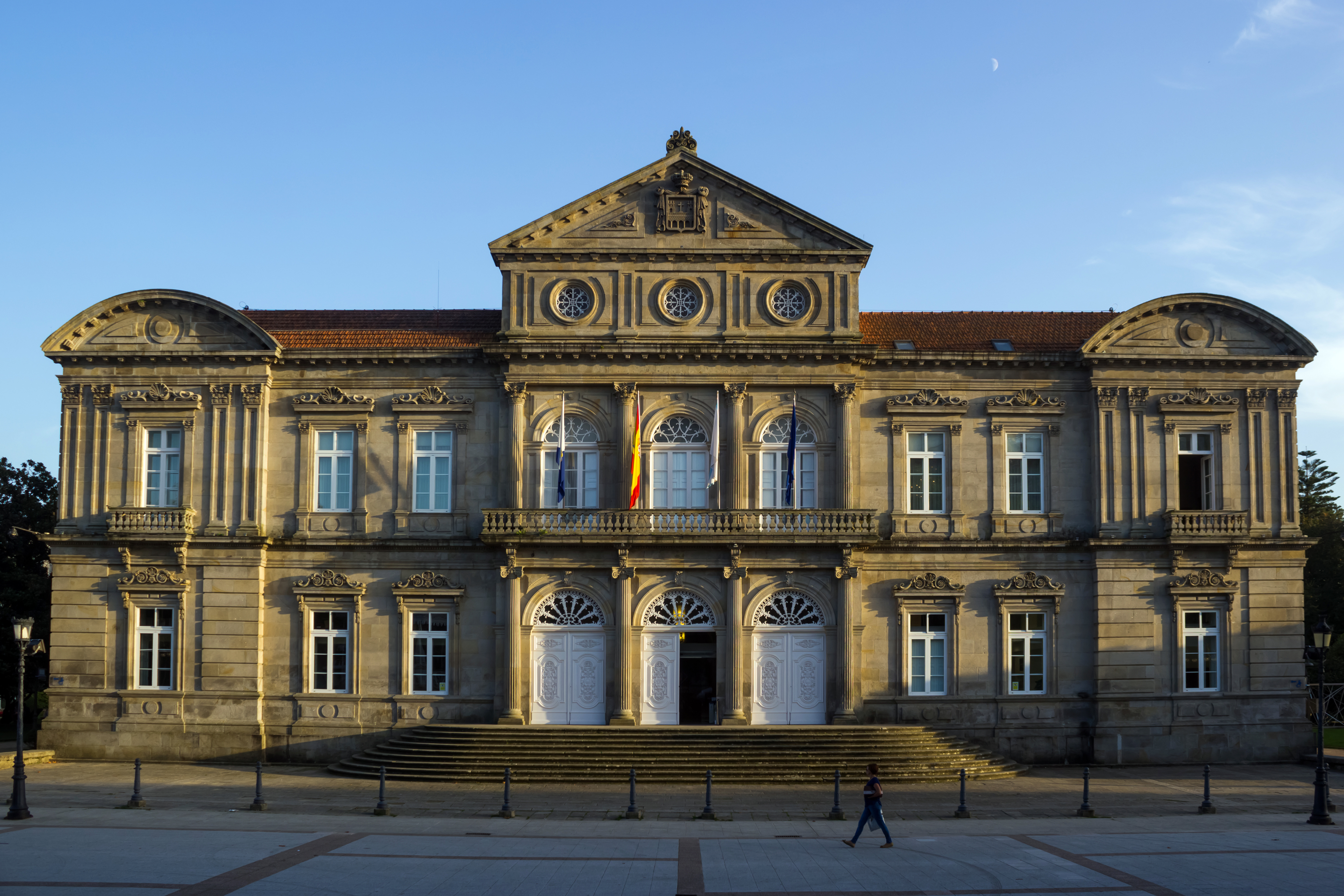
Palais du Conseil provincial de Pontevedra.

Le bâtiment de l'ancienne école des arts et métiers et de l'école normale de Pontevedra est un bâtiment de style éclectique avec un plan carré, trois étages et un demi sous-sol. À l'origine, le bâtiment avait deux étages et un étage en retrait qui a ensuite été transformé en un troisième étage complet. La façade présente le schéma traditionnel à deux tons de briques fines rougeâtres et rosées et de granit, avec des détails décoratifs en pierre autour des fenêtres et des pilastres. Il est entouré d'un socle en granit.
Le bâtiment du lycée Valle-Inclán est un exemple sobre et élégant des styles éclectique et Art nouveau. Il se compose d'un sous-sol, d'un rez-de-chaussée et de deux étages. La décoration Art nouveau des façades, des portes et des fenêtres, ainsi que la décoration des linteaux des fenêtres et des lucarnes dans la partie centrale de la toiture, sont remarquables. La décoration de la façade se compose principalement de motifs géométriques sur les fenêtres et les portes, de motifs floraux et de petits cercles. Le corps central de la façade de l'entrée principale est décoré dans le style Art nouveau : une grande fenêtre avec un linteau incurvé et un rythme géométrique sécessionniste. Il possède une tour dans laquelle les proviseurs du lycée ont vécu pendant les premières années de son existence.
Les Ruines du couvent Saint-Dominique sont les vestiges d'un couvent gothique du XIVe siècle. Aujourd'hui, avec cinq autres bâtiments, elles forment le musée provincial de Pontevedra et ont été déclarées Bien d'intérêt culturel en 1895. Seul le chevet est conservé, avec cinq chapelles absidiales correspondant au bras transversal du transept, qui constituent l'exemple le plus pur de l'architecture gothique en Galice  .

## Galerie

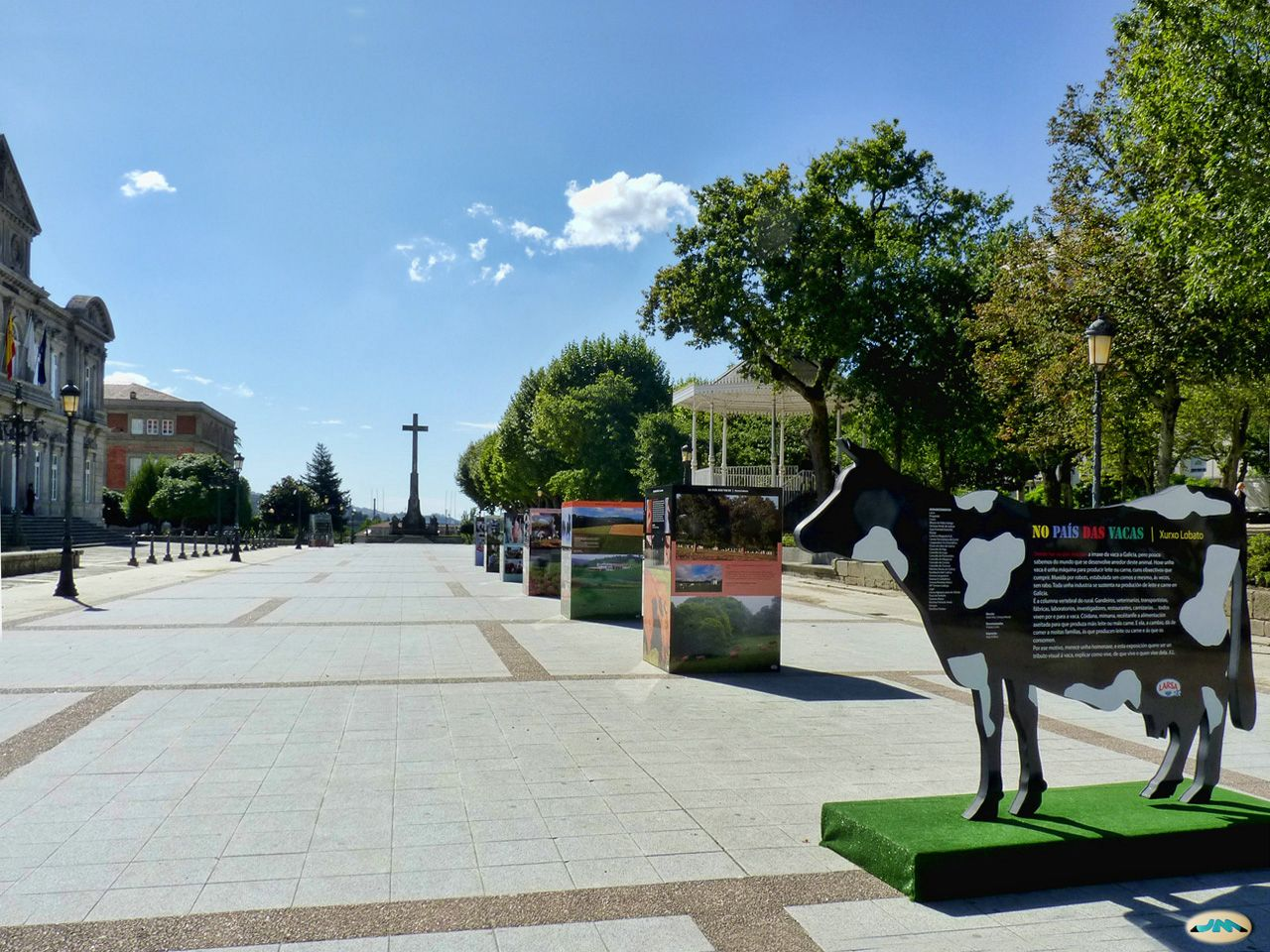
Exposition sur la Gran Vía en 2012
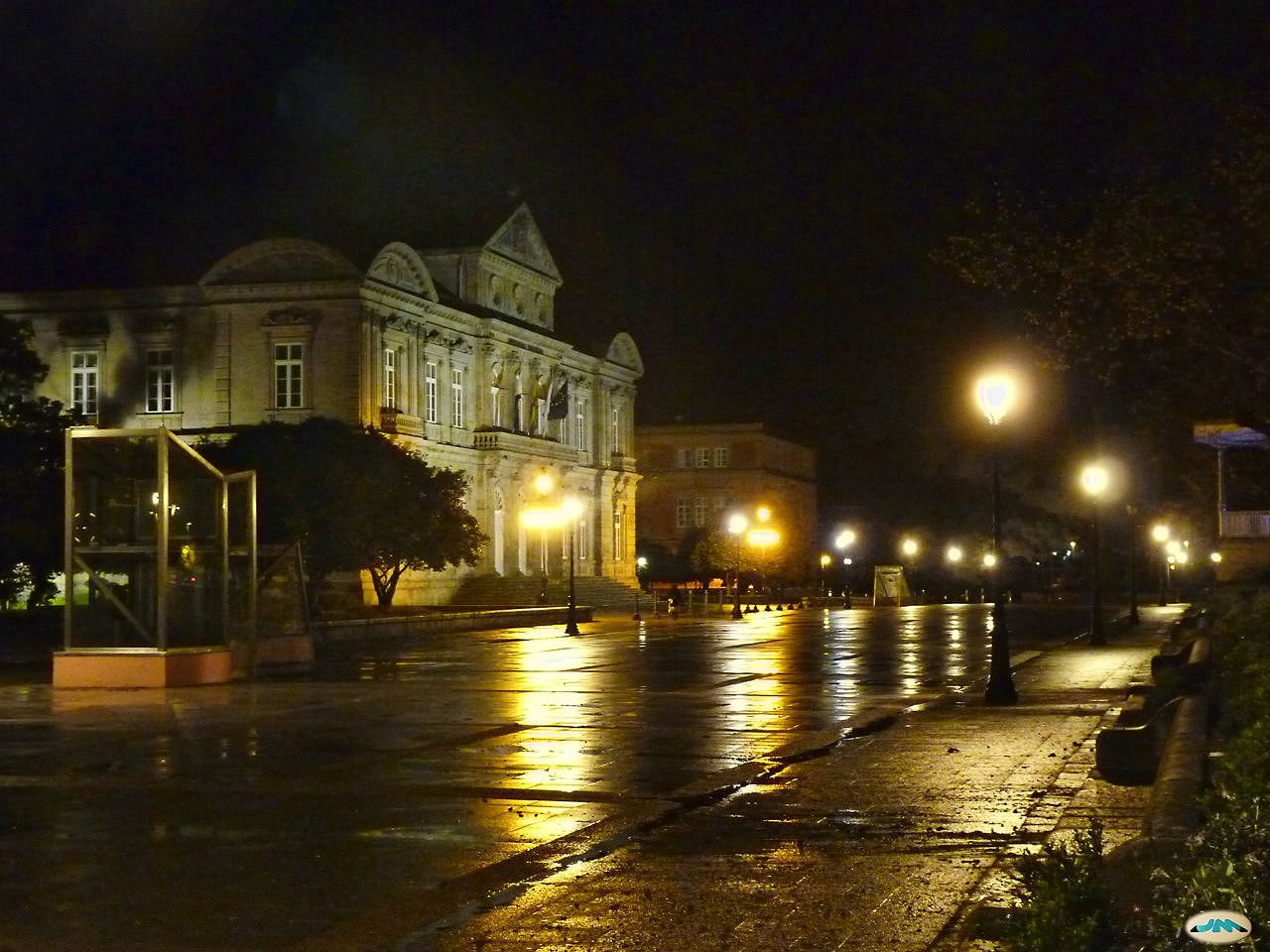
La Gran Vía de Montero Ríos la nuit
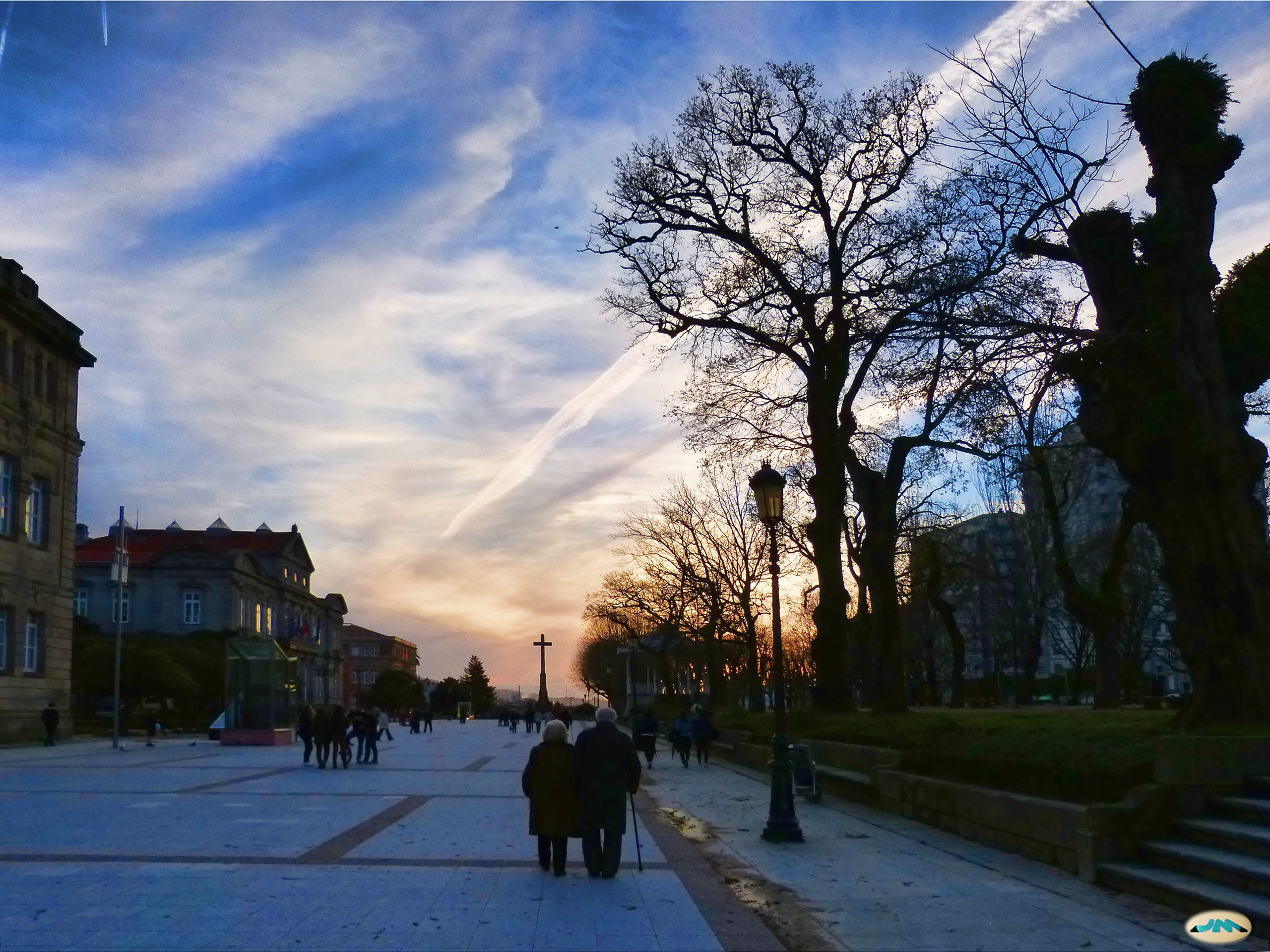
La Gran Vía entre chien et loup
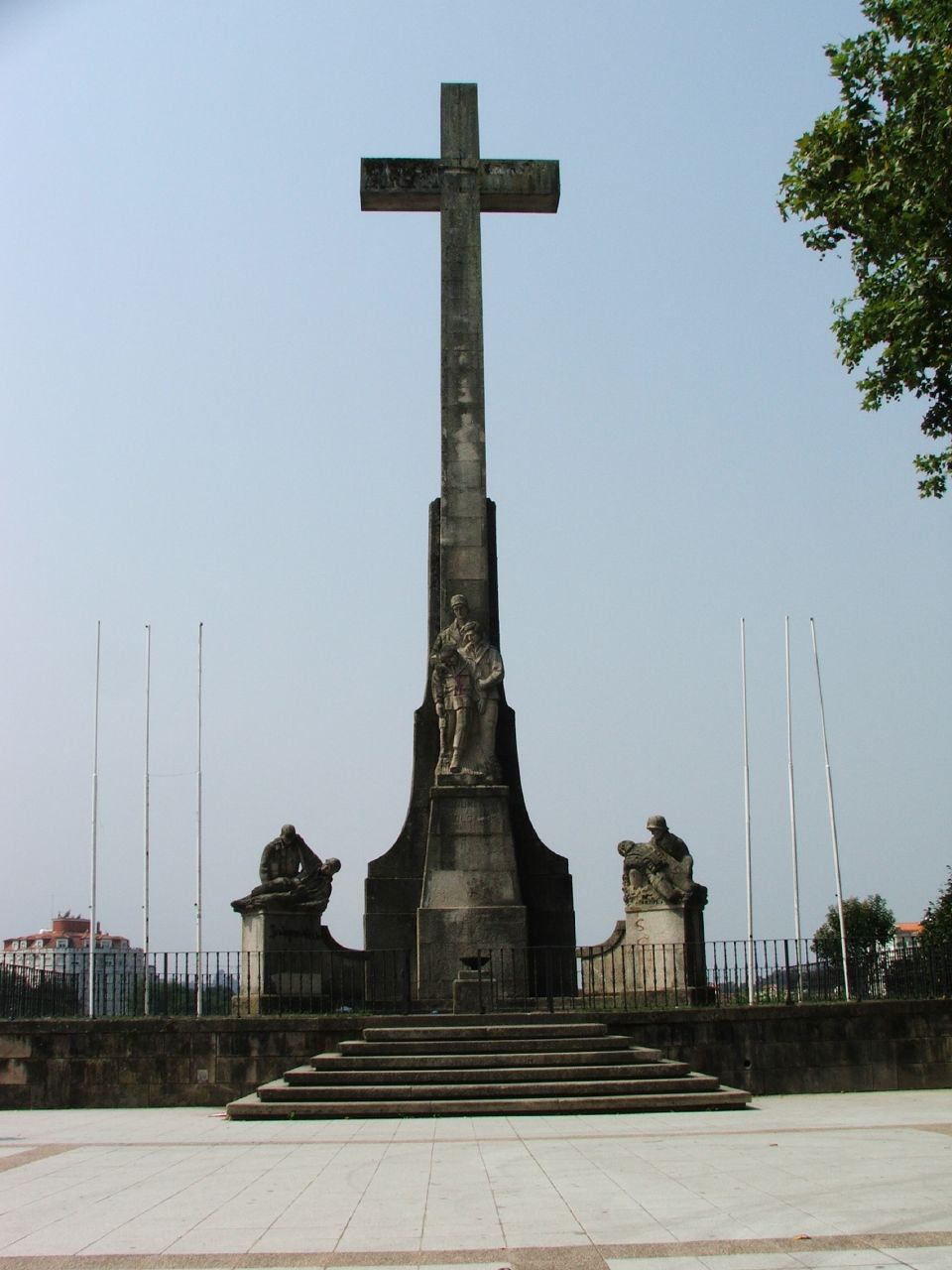
Monument au soldat d'Alfonso Vilar Lamelas (1986)
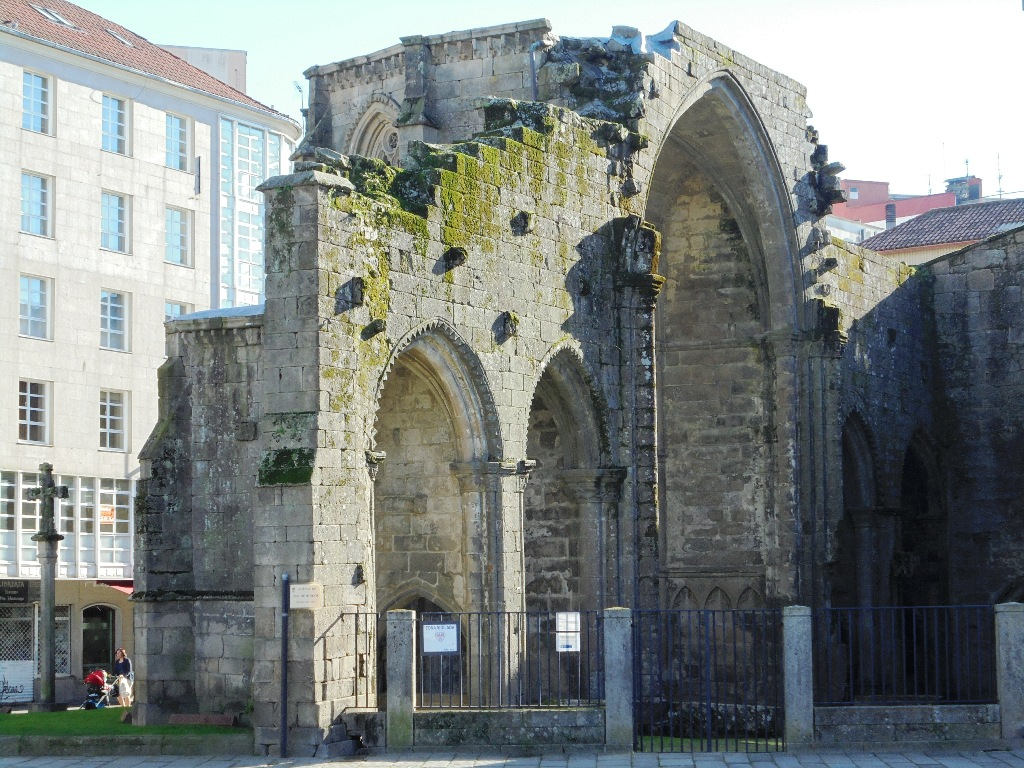
Ruines du couvent Saint-Dominique
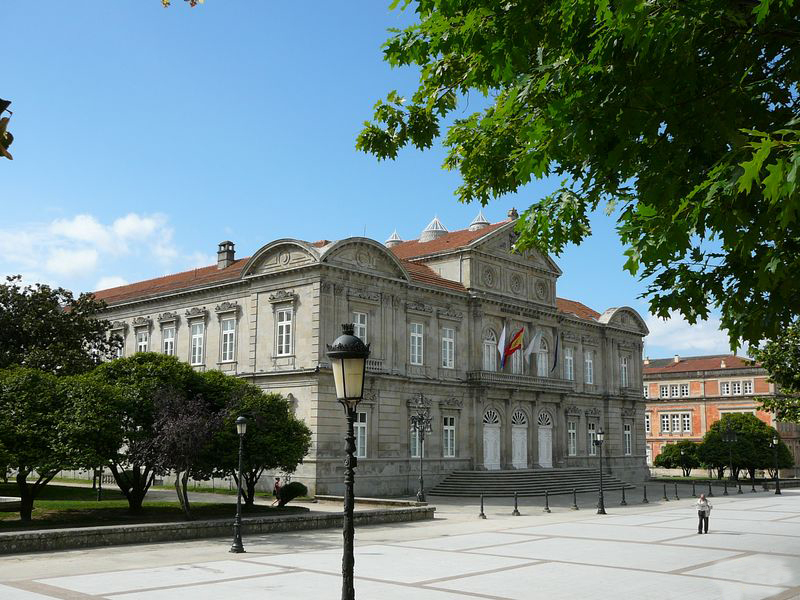
Palais du Conseil provincial de Pontevedra
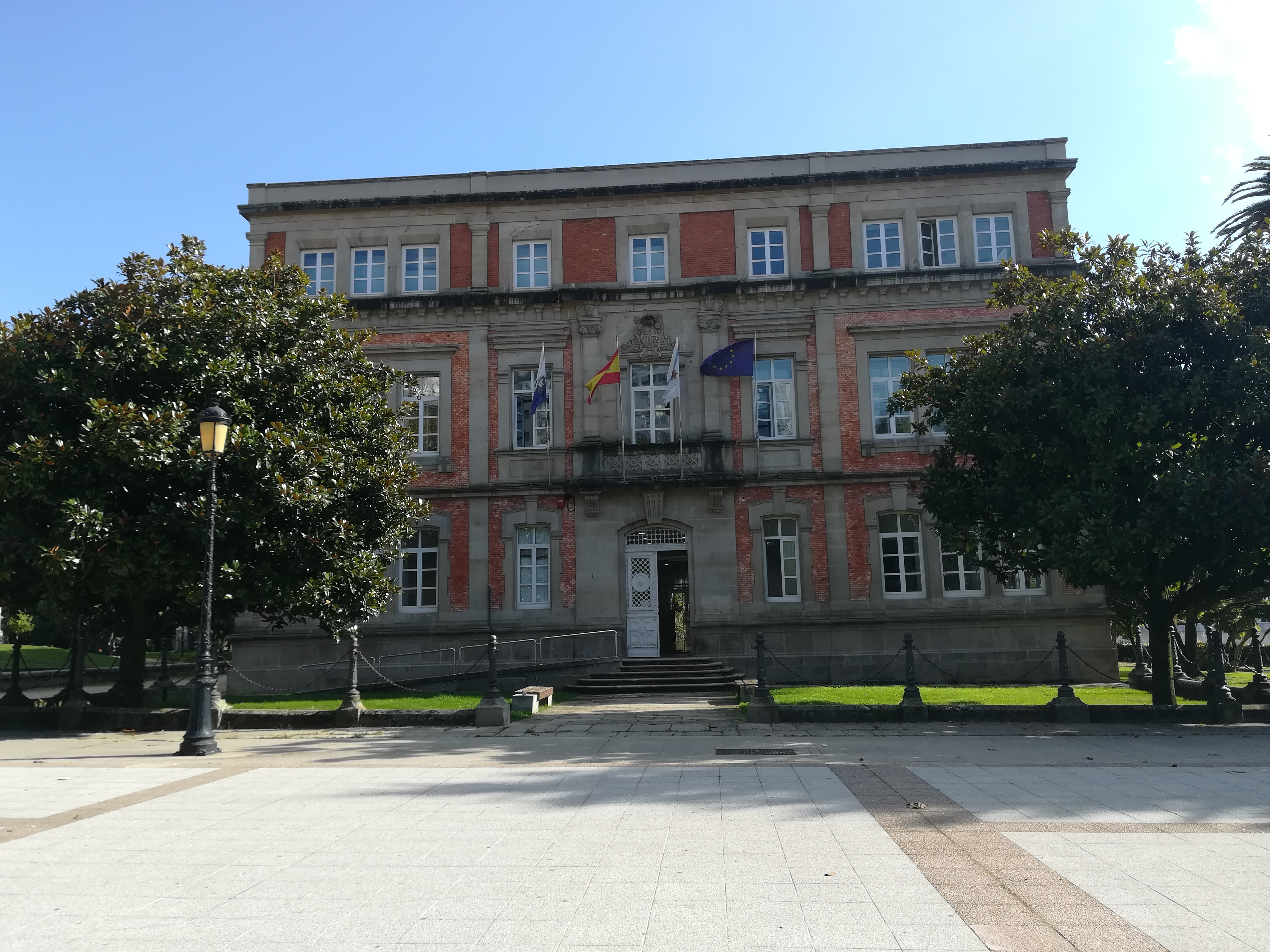
Bâtiment de l'ancienne École Normale et École des Arts et Métiers
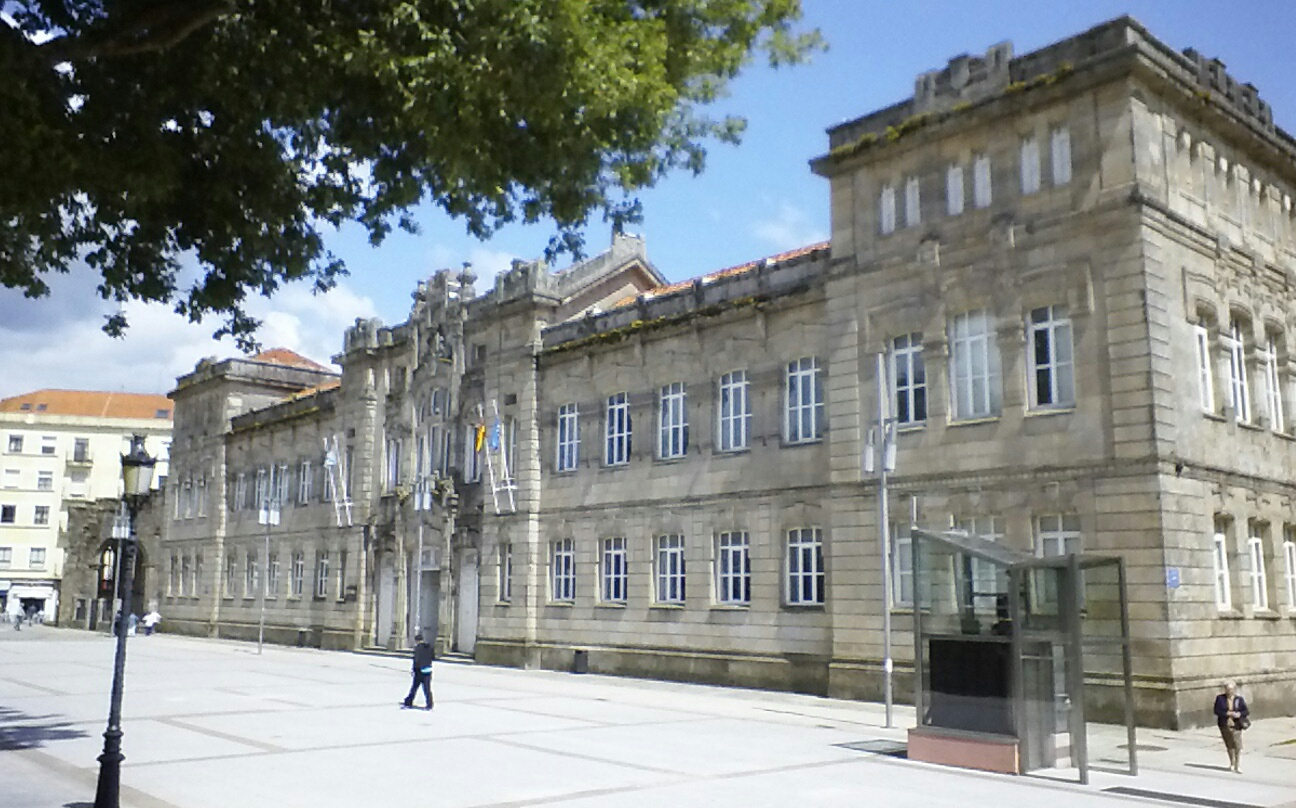
Bâtiment du lycée Valle-Inclán
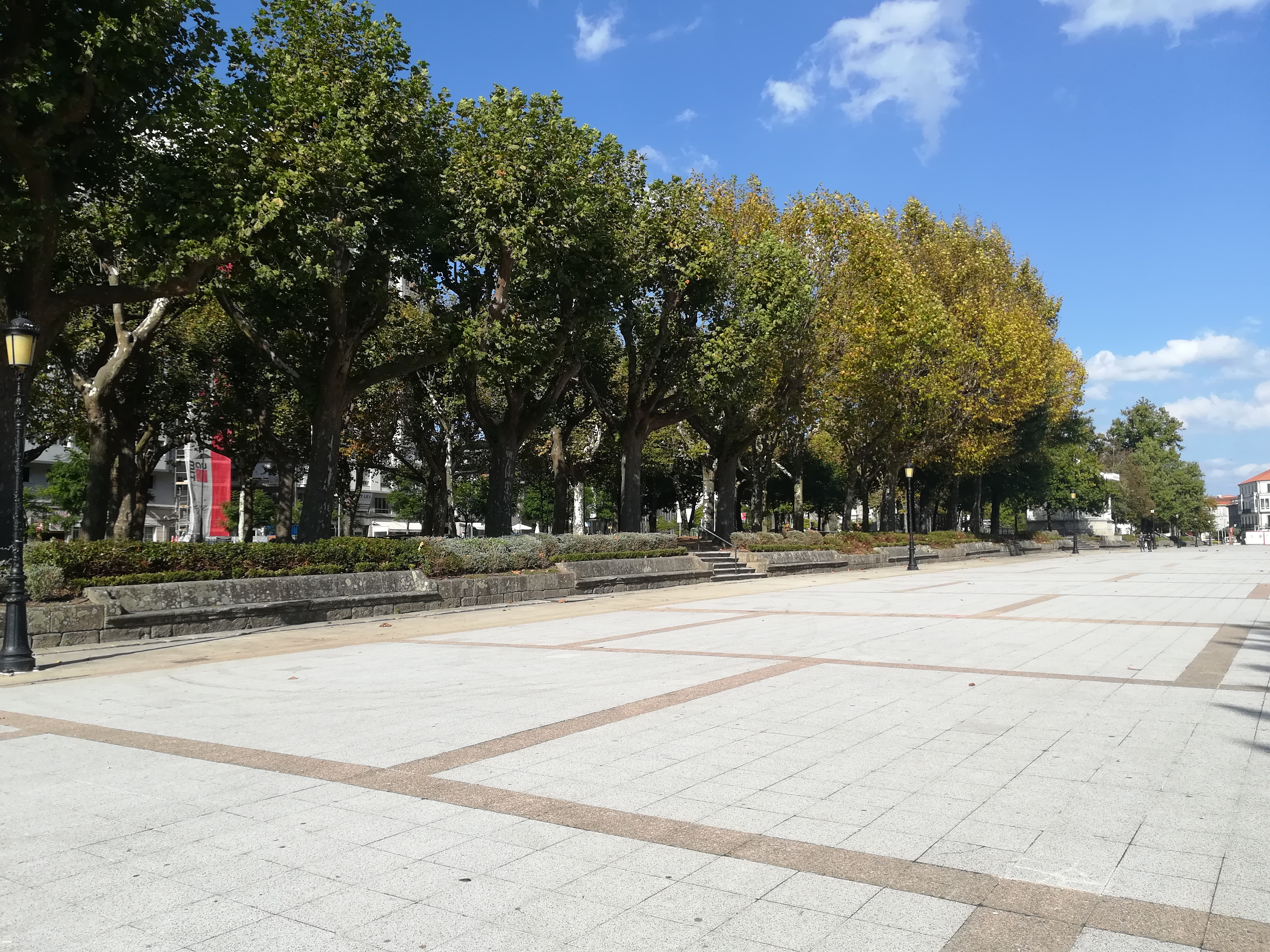
Vue générale de la Gran Vía
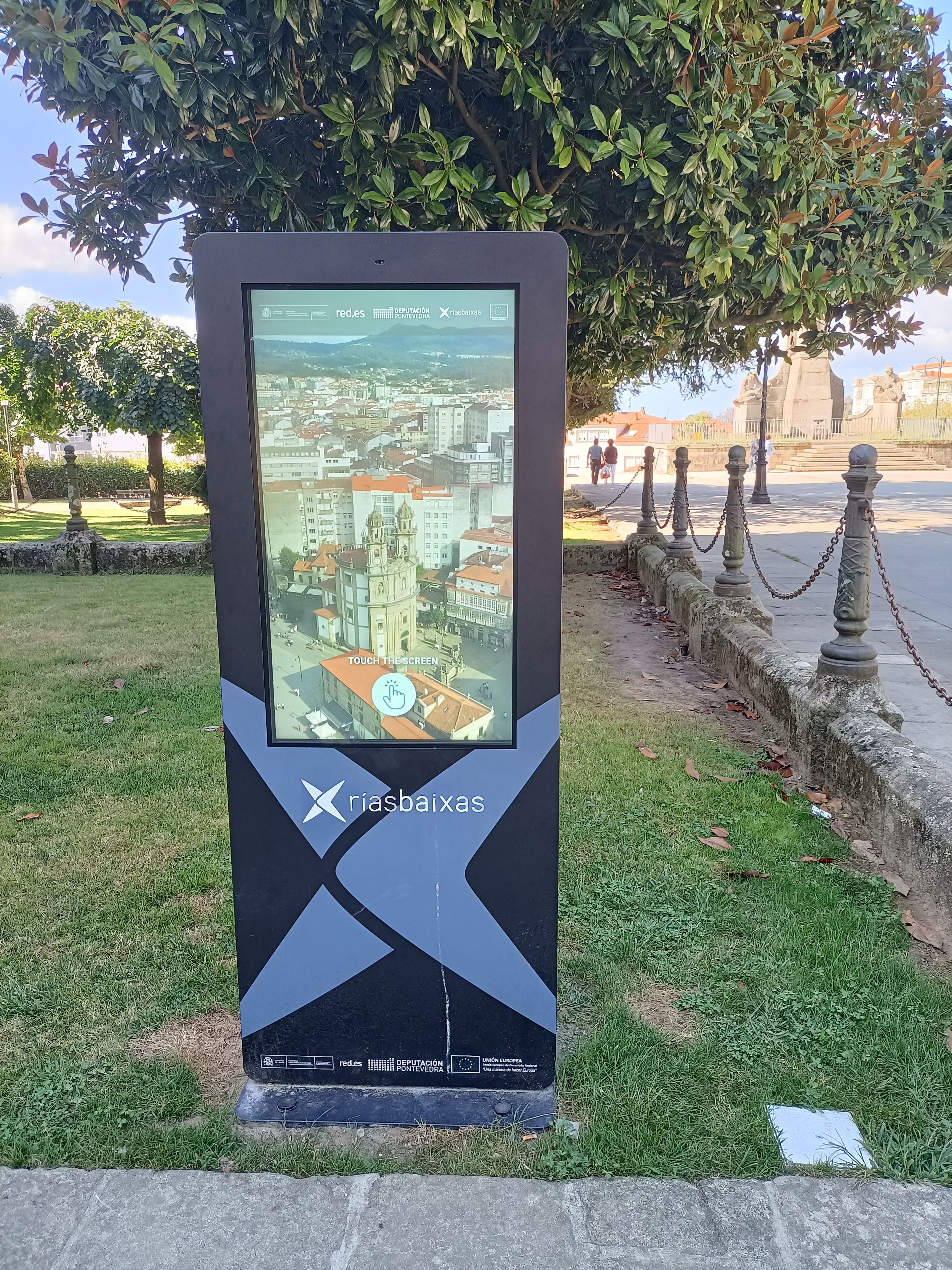
Présentation touristique de la ville